# Ніцівкра (Новолакський район)
Ніцовкра - село в Новолацькому районі (на території новобудови) Дагестану. Входить до сільради Дучинської.

## Географія
Розташоване недалеко від узбережжя Каспійського моря, на північ від міста Махачкала, навпроти села Дучі.
Найближчі населені пункти: на півночі — село Новочуртах, на півдні — село Гаміях.

## Історія
Утворено в 2013 р.для переселенців з села Барчхой отар (до 2013 р. носило назву Ніцівкра) Новолакського району.
У вересні 1991 року на III з'їзді народних депутатів республіки Дагестан було прийнято постанову про відновлення Ауховського району і про переселення лакців з Новолакського району до узбережжя Каспійського моря.